# وزارت آموزش ملی (فرانسه)

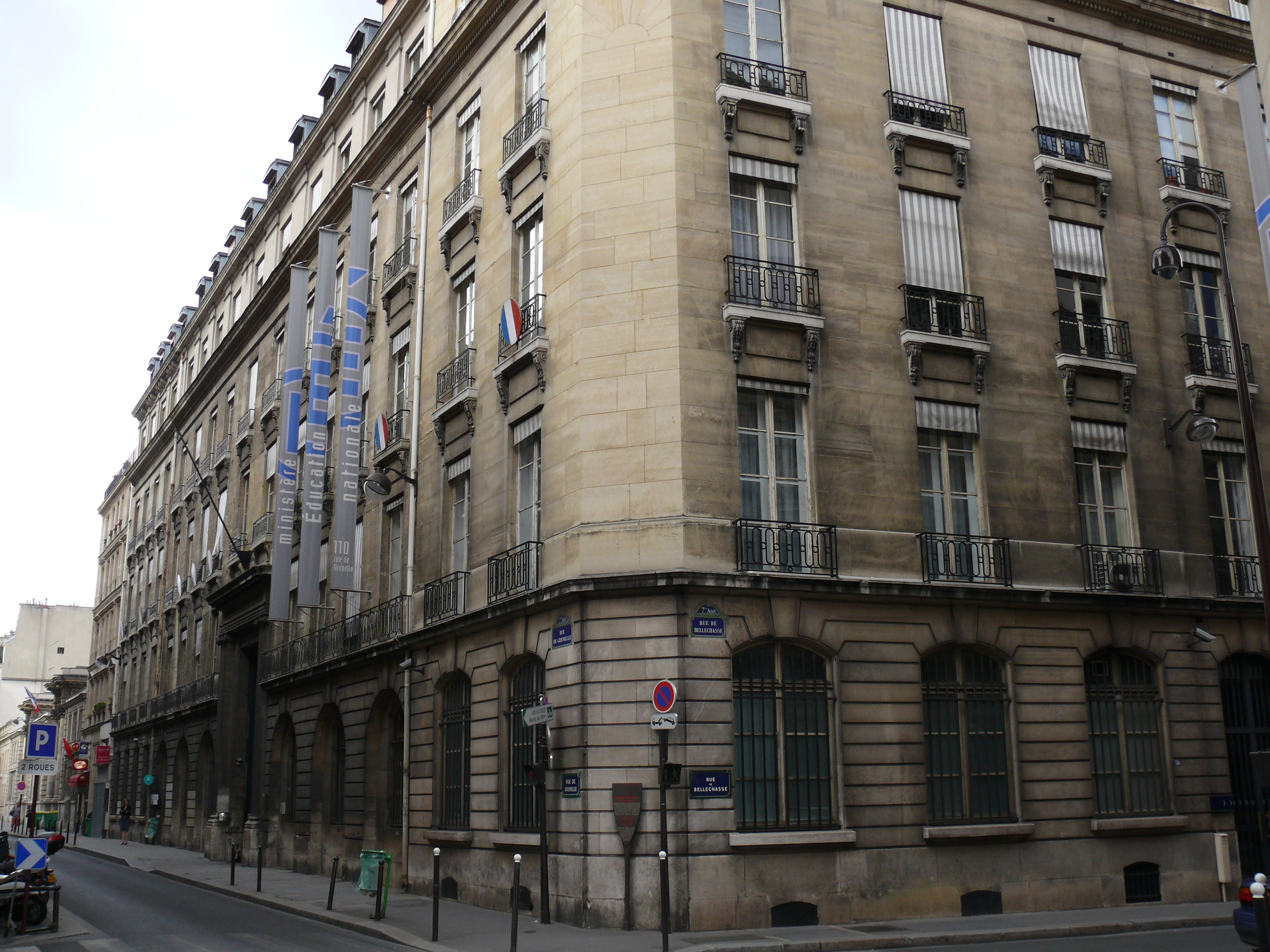
دفتر مرکزی این وزارتخانه

وزارت آموزش و پرورش، آموزش عالی و تحقیقات فرانسه (به فرانسوی: Ministère de l'Éducation nationale, de l'Enseignement supérieur et de la Recherche) یا به سادگی وزارت آموزش و پرورش ملی یکی از وزات‌خانه‌های دولت فرانسه است که وظیفه نگهداری از سیستم آموزشی این کشور را دارد.
با توجه به این که آموزش و پرورش ملی بزرگترین کارفرما در فرانسه است و بیش از نیمی از کارمندان دولت فرانسه را استخدام می‌کند، این وزارت‌خانه به طور سنتی یک موقعیت نسبتاً استراتژیک محسوب می‌شود. وزیر فعلی آموزش و پرورش ملی ژان میشل بلانکور است. موقعیت دولتی نظارت بر آموزش و پرورش عمومی در فرانسه برای اولین بار در ۱۸۰۲ ایجاد شد.